# Beljajev
Beljajev je priimek več oseb:
- Aleksander Romanovič Beljajev, ruski pisatelj
- Nikolaj Ivanovič Beljajev, sovjetski general
- Sergej Nikolajevič Beljajev, sovjetski general
- Pavel Ivanovič Beljajev, sovjetski letalski as